# Klučenice
Klučenice (en allemand : Klutschenitz) est une commune du district de Příbram, dans la région de Bohême-Centrale, en République tchèque. Sa population s'élevait à 460 habitants en 2020.

## Géographie
Klučenice se trouve à 21 km au sud-est de Příbram et à 61 km au nord-est de Prague.
La commune est limitée par Milešov au nord, par Krásná Hora nad Vltavou à l'est, par Kovářov au sud, et par Kozárovice et Bohostice à l'ouest.

## Histoire
La première mention écrite de la localité date de 1334.

## Administration
La commune se compose de sept quartiers :
- Kamenice
- Klučenice
- Kosobudy
- Koubalova Lhota
- Planá
- Voltýřov
- Zadní Chlum

## Transports
Par la route, Klučenice se trouve à 29 km de Příbram et à 87 km de Prague.